# Пауліна Вюртемберзька (1854—1914)
Пауліна Вюртемберзька (нім. Pauline von Württemberg; 11 квітня 1854 — 24 квітня 1914) — принцеса Вюртемберзька з Вюртемберзького дому, донька герцога Вюртемберзького Євгена та принцеси Шаумбург-Ліппської Матильди Августи, 1880 добровільно зреклася всіх титулів для морганатичного шлюбу із лікарем Мельхіором Віллемом та прийняла ім'я фрау Кірбах. Через це, а також прихильність до Соціал-демократичної партії, отримала прізвисько «Червона принцеса».

## Життєпис
Пауліна народилась 11 квітня 1854 року у Ліппштадті. Вона була третьою дитиною та молодшою донькою в родині герцога Вюртемберзького Євгена та його дружини Матильди Шаумбург-Ліппської.
Дівчиною, закохавшись у лікаря своєї матері, твердо вирішила вийти за нього заміж. Король Вюртембергу Карл I дав дозвіл на цей шлюб за умови відмови від імені, статусу та титулів. 1880 року Пауліна взяла ім'я фрау Кірбах.
1 травня того ж року у Карлсруе вона побралася із лікарем Мельхіором Гансом Оттокаром Віллемом. Нареченому виповнилося 24 роки, нареченій — 26. Подружжя оселилося в Бреслау. Там у них народилося троє дітей.
Від 1886 Пауліна підтримувала Соціал-демократичну партію Німеччини та брала активну участь у русі за права недосвічених молодих жінок. Після зміни статуту партії у 1909 році стала її офіційним членом. Партійна преса описувала її як «трохи ексцентричну» даму.
1910 року помер чоловік Пауліни. Вона, переживши його на чотири роки, пішла з життя  24 квітня 1914. Її поховали на міському цвинтарі Бреслау. Труну на кладовище супроводжувала тривала процесія жінок з партії та простих робітників міста. Останню промову говорила німецький політик та борець за права жінок Луїза Зіц.

## Родина
Чоловік —  Мельхіор Ганс Оттокар Віллем
Діти:
- Марсела
- Мікаела
- Мельхіор.[1]